# Upplands runinskrifter Fv2009;312
Upplands runinskrifter Fv2009;312 är en försvunnen vikingatida runsten i Näle, Mellangården, Vallentuna socken och Vallentuna kommun. Stenen har eftersökts men inte återfunnits. Troligen finns den emellertid kvar någonstans vid Mellangården. Stenen hade tidigare signum U Strömbeck1993;710.

## Inskriften
Translitterering av runraden:
[...r ankar · atr · uk · ... · litu · rasa · tsan · at · suta · ...]
Normalisering till runsvenska:
... Arngæiʀʀ(?)/Arngærðr(?), Haddr(?) ok ... letu ræisa stæin at Sota, ...
Översättning till nusvenska:
... Arnger(?)/Arngärd(?), Hadd(?) och ... läto resa stenen efter Sote ...